# Barani (département)
Pour les articles homonymes, voir Barani.
Barani est un département et une commune rurale du Burkina Faso située dans la province du Kossi et dans la région de la Boucle du Mouhoun. Il compte 54 748 habitants selon le dernier recensement de la population en 2019.

## Villages
Les villages du département de Barani sont :
- Babakuy (1 094 habitants)
- Bangassi-Koro (420 habitants)
- Bangassi-Kourou (4 804 habitants)
- Barani (4 804 habitants) (chef-lieu)
- Berma (1 450 habitants)
- Bogo (327 habitants)
- Boulé (491 habitants)
- Boulemporo (1 397 habitants)
- Cissé (918 habitants)
- Diamahoun (1 348 habitants)
- Dienwely (534 habitants)
- Djallo (510 habitants)
- Douré (413 habitants)
- Gnimanou (2 176 habitants)
- Illa (1 633 habitants)
- Kamandadougou (1 068 habitants)
- Karekuy (1 003 habitants)
- Kessékuy (1 053 habitants)
- Kinseré (1 334 habitants)
- Kolonkan-Gouré-Bâ (616 habitants)
- Kolonkan-Gouré-Diallo (1 293 habitants)
- Konkoro (594 habitants)
- Koroni (762 habitants)
- Koubé (575 habitants)
- Koulérou (1 978 habitants)
- Manékuy (576 habitants)
- Mantamou (1 086 habitants)
- Médougou (1 766 habitants)
- Nabasso (881 habitants)
- Niako (479 habitants)
- Niémini-Peulh (137 habitants)
- Ouemboye (382 habitants)
- Oueressé (1 384 habitants)
- Pampakuy (559 habitants)
- Sekuy (576 habitants)
- Sekuy-Ira (62 habitants)
- Sokoura (2 280 habitants)
- Soudogo (670 habitants)
- Tira (779 habitants)
- Torokoto (2 991 habitants)
- Waribèrè (961 habitants)
- Yalankoro (980 habitants)